# Per Ewert (konstnär)
Per Johan Tage Ewert, född 29 mars 1869 i Tyska Christinae församlings svenska avdelning i Göteborg, död genom självmord 5 maj 1894 i Paris, var en svensk konstnär. Han begravdes först på Saint-Ouens kyrkogård utanför Montmartre. Hans sista önskan var dock att "bli begraven i mitt fädernesland", vilken uppfylldes 1921 då hans kvarlevor flyttades till hans fars familjegrav på Östra kyrkogården i Göteborg.
Han var son till lektorn vid Chalmers tekniska läroverk Axel Wilhelm Ewert och Charlotta Maria Svalander. Efter avslutade studier i Göteborg sökte sig Ewert till Konstakademien i Stockholm och studerade därefter  konst för J. P. Laurens och Benjamin-Constant i Paris. Han medverkade i Parissalongen med landskaps- och porträttmålningar 1893–1894. Ewert är representerad vid Göteborgs konstmuseum med ett höstlandskap.
I början på 1970-talet upphittades ett 40-tal okända skisser av Per Ewert i ett uthus på en villatomt i Sköldinge, Södermanland.

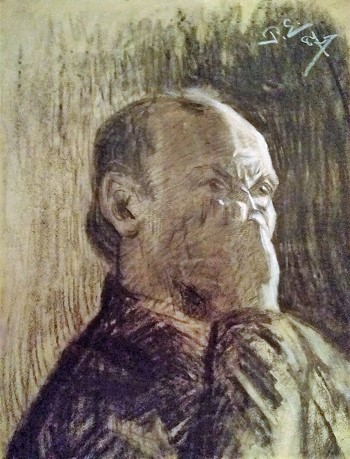
Skiss av konstnär Per Ewert, upphittad på 1970-talet i ett uthus i Sköldinge.